# Mogens Engell Köie
Mogens Engell Köie o Køie (Copenhague, 4 de febrero de 1911-21 de mayo de 2000) fue un ecólogo, y botánico taxónomo danés. Fue el primer profesor de ecología botánica en la Universidad de Copenhague.
Creció y asistió a la escuela secundaria en Rønne, en la isla de Bornholm. Estudió en la Universidad de Copenhague y obtuvo una maestría en botánica en 1936. Desde 1938 fue empleado en el laboratorio botánico, y desde 1944 fue profesor asistente. Defendió en 1951 su doctorado; y fue en 1956 profesor. Temprano en su carrera, participó en expediciones botánicas, como la comandada por Henning Haslund-Christensen al Asia Central; la expedición a Afganistán de 1948 a 1949. Más tarde su trabajo se centró en las cuestiones que rodean a la relación planta - ambiente, sobre todo con los metales traza en los suelos, como por ejemplo: litio.
Fue cofundador de la Asociación Oikos nórdica y miembro del comité editorial de la revista científica Oikos, en 1949. Durante muchos años fue presidente de la Sociedad Botánica Danesa.

## Algunas publicaciones
- 1938. The soil vegetation of the Danish conifer plantations of its ecology. Kongelige Danske Videnskabernes Selskabs Skrifter – Naturvidenskabelig og Mathematisk Afdeling, 9.ª ed. vol. VII (2): 1-86
- 1943. Tøj fra yngre Bronzealder fremstillet af Stor Nælde (Utrica dioeca L.). Aarbøger for nordisk Oldkyndighed og Historie
- kai Gram, c.a. Jørgensen, m. Køie. 1944. De jydske Egekrat og deres Flora. Biologiske Skrifter, Det Kongelige Danske Videnskabernes Selskab 3 (3). 210 pp.
- m. Köie. 1951. Relations of vegetation, soil and subsoil in Denmark. Dansk Botanisk Arkiv 15 (5)
- --------, karl h. Rechinger. 1954. Symbolae Afghanicae: enumeration and descriptions of the plants collected by L. Edelberg and M. Køie on "The 3rd Danish Expedition to Central Asia" and by W. Koelz, H.F. Neubauer, O.H. Volk, and others in Afghanistan. Biologiske Skrifter, Det Kongelige Danske Videnskabernes Selskab 8 (1)
- marie Hammer, m. Køie, r. Spärck. 1955. Undersøgelser over ernæringen hos agerhøns, fasaner og urfugle i Danmark. Danske Vildtundersøgelser 4. Aarhus, 22 pp.

## Eponimia
- (Acanthaceae) Dicliptera koiei Leonard[2]
- (Asteraceae) Cousinia koieana Bornm.[3]
- (Lamiaceae) Nepeta koieana Rech.f.[4]
- (Salicaceae) Salix × koiei Kimura[5]